# Kristus (Robert Schneider)

Robert Schneider: „Kristus“

Kristus. Das unerhörte Leben des Jan Beukels ist ein historischer Roman von Robert Schneider. Er erschien im August 2004 als gebundenes Buch und im September 2016 als Taschenbuch im Aufbau Verlag.

## Inhalt
Mit Kristus erzählt Robert Schneider die Geschichte des im 16. Jahrhundert in Münster lebenden Jan Beukels, der als Jan van Leiden und Anhänger der Täufer-Bewegung das Täuferreich von Münster mitgründete und sich zu dessen König krönen ließ. Der historische Roman Schneiders rekonstruiert von der fiktiven Kindheit des Niederländers an dessen Leben vor der Kulisse der Geschichte der Stadt Münster. In oft gravitätisch, teilweise auch verkitscht anmutender barocker Sprache erzählt Schneider die Historie der gescheiterten Verwirklichung einer Utopie: Das anfänglich als Gottesstaat von Gleichheit und Gerechtigkeit intendierte Königreich gerät zur gewalttätigen Despotie. Die Schreckensherrschaft dauert an, bis die Stadt nach zwei Jahren erobert wird. Der vertriebene Bischof Franz von Waldeck lässt den 27-jährigen Beukels sowie weitere Anführer zu Tode quälen und in eisernen Körben an St. Lamberti ausstellen.

## Hörspiel
2005 veröffentlichte der WDR zu Schneiders Roman ein mehr als dreistündiges Hörspiel unter der Regie von Jörg Schlüter in der Hörspielbearbeitung von Christoph Busch. Jan wurde von Martin Bross gesprochen, Bernd Rothmann von Ernst August Schepmann und Knipperdolling von Udo Schenk. Die CD-Ausgabe erschien im Audio-Verlag.

## Resonanz
- „Schneider malt das Geschehen mit breitem Pinsel aus, bleibt aber hartnäckig an Äußerlichkeiten hängen. In keinem Augenblick ist er in der Lage, Bewußtseinsprozesse deutlich zu machen. Er ist Spezialist für Staffage. Zur dekorativen Ausrüstung gehören die historischen Kostüme, die er mit authentischen Begriffen benennt, aber nie beschreibt. Das führt dazu, daß man auch nach sechshundert Seiten noch nicht weiß, ob die Schecke über der Schaube oder die Schaube über der Schecke getragen wurde und was Schecke und Schaube überhaupt sind.“ (FAZ)[3]
- „Fesselnd, farbenprächtig und reich an historischen Details“ (Brigitte).[4]
- „Es mag zu Schneiders Eigenheiten gehören, dass sein Erzählfluss zu einem reißenden, pathetischen Strom wird, aber die Handlung verliert sich in seinem neuen Werk – deltaähnlich – in ausufernden Nebensträngen. Das größte Manko dieses Romans ist allerdings, dass der Protagonist Jan Beukels – später bekannt geworden als Jan van Leyden – in seiner Entwicklung für den Leser ein völlig unnahbares Wesen bleibt.“ (Peter Mohr)[5]

## Ausgaben
- Kristus. Das unerhörte Leben des Jan Beukels, Aufbau Verlag, 2004, ISBN 978-3-351-03013-1 (Gebundenes Buch)
- Kristus. Das unerhörte Leben des Jan Beukels, Aufbau Verlag, 2016, ISBN 978-3-7466-3285-8 (Taschenbuch)